# Highlife
Highlife je hudební styl typický pro západní Afriku. Vznikl na počátku dvacátého století v Ghaně spojením tradičního akanského folklóru zvaného palm-wine music s importovanými žánry jako jazz a rumba, významnými představiteli byli Cape Coast Sugar Babies, E. T. Mensah se skupinou Tempos a později Koo Nimo. Název znamená „život na vysoké noze“, protože v koloniálním období byla tato hudba spojena s luxusními nočními kluby. Po získání nezávislosti podporoval highlife jako národní hudbu ghanský prezident Kwame Nkrumah. Postupně highlife vstřebával i vlivy dalších stylů, jako je soul, kalypso, rock nebo reggae. Skupina afrických a karibských imigrantů žijících v Londýně Osibisa zpopularizovala počátkem sedmdesátých let highlife mezi západním publikem a tento styl zpětně ovlivnil řadu hudebníků jako byl např. Randy Weston, vznikla také zmodernizovaná verze nazývaná afrobeat, která se blíží spíše funku. V obsazení skupin hrajících highlife se objevují kytary nebo domorodý strunný nástroj seperewa spolu s početnou dechovou sekcí, perkuse a Hammondovy varhany.